# Glochidion pauciflorum
Glochidion pauciflorum là một loài thực vật thuộc họ Euphorbiaceae. Đây là loài đặc hữu của Ấn Độ.